# Menophra abruptaria
Boarmie pétrifiée, Phalène pétrifiée
Pour les articles homonymes, voir Phalène.
Espèce
Menophra abruptaria, la Boarmie pétrifiée ou Phalène pétrifiée, est une espèce de lépidoptères (papillons) de la famille des Geometridae et de la sous-famille des Ennominae.

## Description et écologie

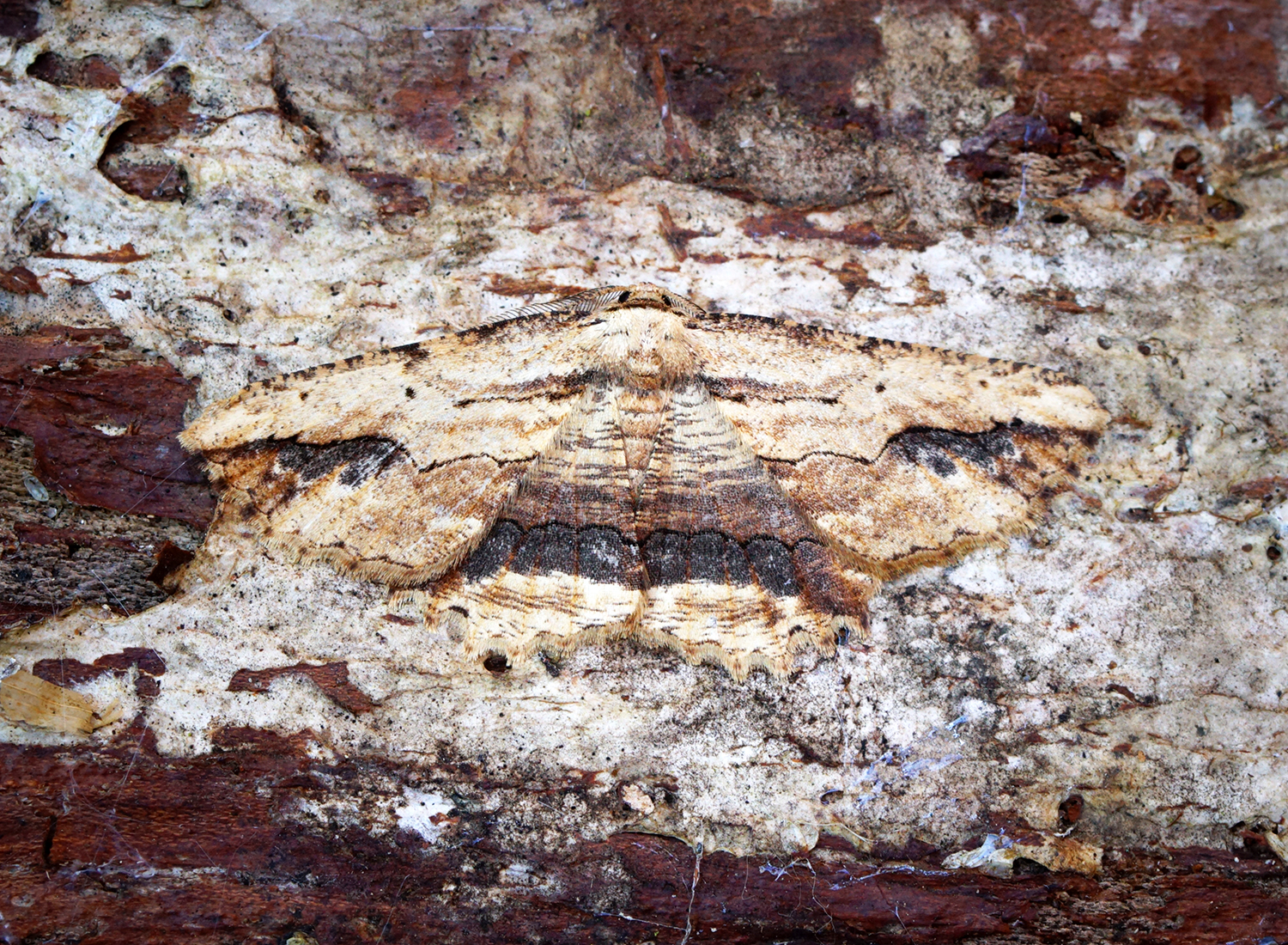
Boarmie pétrifiée.

Envergure des ailes 35 à 42 mm, papillon très mimétique particulièrement sur les écorces.
Espèce bivoltine, trivoltine dans le sud, l'imago vole en mars-avril puis de juin à septembre selon la localisation.

La chenille se nourrit sur les troènes (Ligustrum), les pruniers (Prunus), le lilas (Syringa vulgaris).

## Distribution
Europe (plus abondante dans le Sud), Asie mineure, Afrique du Nord.

## Synonymie
- Hemerophila abruptaria